# Profesioniștii crimei
Profesioniștii crimei (titlul original: în engleză Reservoir Dogs) este un film realizat de Quentin Tarantino în 1992.

## Rezumat
O spargere perfect planificată se termină într-o călătorie de groază psihologică nemiloasă care face victime. Este vorba de șase gangsteri profesioniști îmbrăcați elegant, care se unesc pentru a jefui un magazin de bijuterii. Tot ce știu domnii unul despre altul sunt numele de cod pe care le-a dat angajatorul lor, Joe Cabot. Domnul White, Mr. Orange, Mr. Pink, Mr. Blonde, Mr. Blue, Mr. Brown. Dar lovitura sigură a eșuat, pentrucă poliția a fost informată. La punctul de întâlnire secret, un depozit gol, suspiciunea devine sigură: printre ei se află un informator. Neîncrederea mortală se răspândește. În timp ce unul dintre gangsteri amenință că va provoca sângerări până la moarte, ceilalți se transformă în fiare râvnitoare care nu se sfiesc să tortureze un ofițer de poliție răpit și nici să facă acte violențe și sângeroase între ei...

## Distribuție
- Harvey Keitel – Larry Dimmick/Dl. White
- Tim Roth – Freddy Newandyke/Dl. Orange
- Michael Madsen – Vic Vega/Mr. Blonde
- Chris Penn – Nice Guy Eddie Cabot
- Steve Buscemi – Dl. Pink
- Lawrence Tierney – Joe Cabot
- Eddie Bunker – Dl. Blue
- Quentin Tarantino – Dl. Brown

- Randy Brooks – Holdaway
- Kirk Baltz – Marvin Nash
- Rich Turner – șeriful #1
- David Steen – șeriful #2
- Tony Cosmo – șeriful #3
- Stevo Poliy – șeriful #4
- Michael Sottile – Teddy
- Robert Ruth – polițistul împușcat
- Lawrence Bender – un polițist tânăr
- Linda Kaye – femeia șocată
- Suzanne Celeste – femeia împușcată
- Steven Wright – K-Billy DJ (voce)